# Carl Kaiser (Politiker)
Carl Kaiser (* 4. April 1949 in Vaduz) ist ein liechtensteinischer Politiker (FBP).

## Biografie
Kaiser wurde 1949 als Sohn des Landwirts Josef Kaiser und dessen Frau Hilda (geborene Öhri) in Vaduz geboren und hat sechs Geschwister. Der Landtagsabgeordnete und Gemeindevorsteher Karl Kaiser ist sein Grossvater. Kaiser besuchte die Realschule in Eschen. Danach absolvierte er eine Betriebsmechanikerlehre. Es folgte eine kaufmännische Ausbildung an der Abendhandelsschule Buchs im Kanton St. Gallen. 
Von 1970 bis 1975 arbeitete Kaiser in verschiedenen Tätigkeiten bei liechtensteinischen Unternehmen und in der Landesverwaltung. Von 1975 bis 2000 war er als Schadensexperte bei der Versicherung Schweizerische Mobiliar tätig. Seit 2000 ist er Generalagent für Liechtenstein/Werdenberg der Generali Versicherungen.
1989 wurde Kaiser für die Fortschrittliche Bürgerpartei zum Abgeordneten im Landtag des Fürstentums Liechtenstein gewählt. Bei der darauffolgenden Wahl im Februar 1993 erfolgte seine Wiederwahl. Als Landtagsabgeordneter war er Mitglied der Geschäftsprüfungskommission und Leiter der liechtensteinischen Delegation für das Parlamentarierkomitee der EFTA-Länder.
Von 1993 bis 2001 war er Mitglied des Verwaltungsrats der Liechtensteinischen Gasversorgung. In dieser Zeit fungierte er von 1997 bis 2001 auch als Vizepräsident des Verwaltungsrats. 
Kaiser ist Bürger der Gemeinde Schellenberg. Er ist verheiratet und hat einen Sohn.